# Stephen Haggard
Pour les articles homonymes, voir Haggard (homonymie).
Stephen Haggard  (21 mars 1911 – 25 février 1943) est un acteur, écrivain et poète britannique.

## Biographie
Stephen Haggard nait à Guatemala City en 1911, où son père Godfrey Haggard est en poste de diplomate. Il est le petit-neveu de l'écrivain Henry Rider Haggard (1856-1925).
Il étudie à la Royal Academy of Dramatic Art.
Il est le père du réalisateur Piers Haggard (né en 1939). Capitaine dans l'armée britannique, Stephen Haggard se suicide en Égypte en 1943.

## Filmographie
- 1936 : Aimé des dieux : Wolfgang Amadeus Mozart
- 1937 : Knight Without Armor (non crédité)
- 1939 : La Taverne de la Jamaïque  d'Alfred Hitchcock : Willie Penhale
- 1942 : Le Jeune Monsieur Pitt : Lord Nelson

## Publications
- Haggard, S. (1938). Nya. London: Faber and Faber Limited
- Haggard, S. (1944). I’ll Go to Bed at Noon: A Soldier’s Letter to His Sons.  	London, Faber and Faber
- Haggard, S. (1945). The Unpublished Poems of Stephen Haggard. Salamander Press
- Athene Seyler et Stephen Haggard (1946). The Craft of Comedy. New York : Theatre Arts